# Британский Цейлон во Второй мировой войне

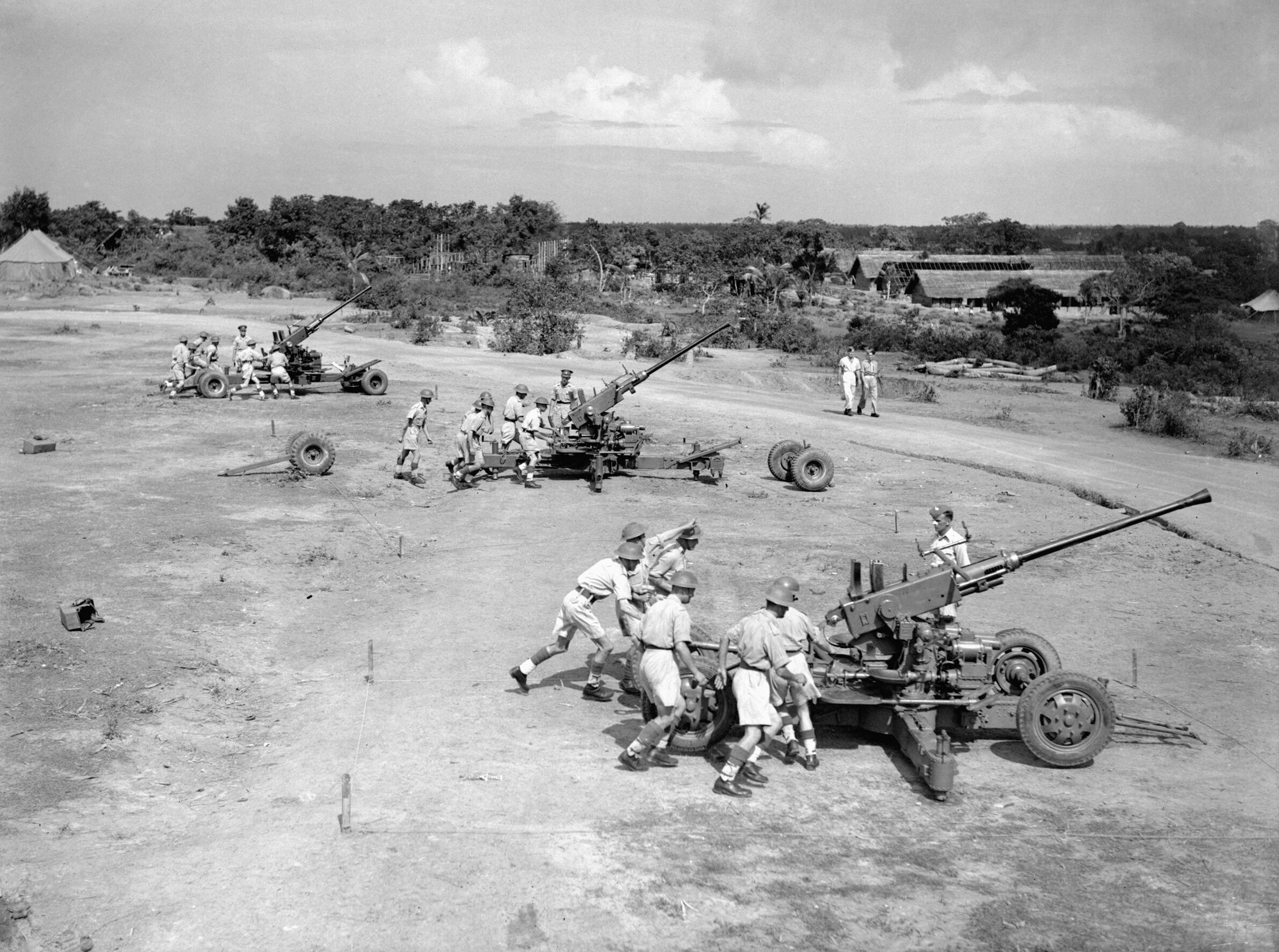
Британские ПВО на Цейлоне в сентябре 1943 года

Через 5 дней после начала Второй мировой войны, британский губернатор Цейлона, Эндрю Калдекотт выступил в Государственном совете с заявлением о том, что Цейлон является воюющей стороной на стороне Антигитлеровской коалиции.

## Подготовка к боевым действиям
Государственный совет одобрил решение об отпуске средств на укрепление обороны страны, а также введении нормированного распределения продуктов питания, текстиля и ряда промышленных товаров. Английская администрация ввела закон «О защите Цейлона», давший местным властям право роспуска любой политической организации, а также запрета на проведение собраний и демонстраций.

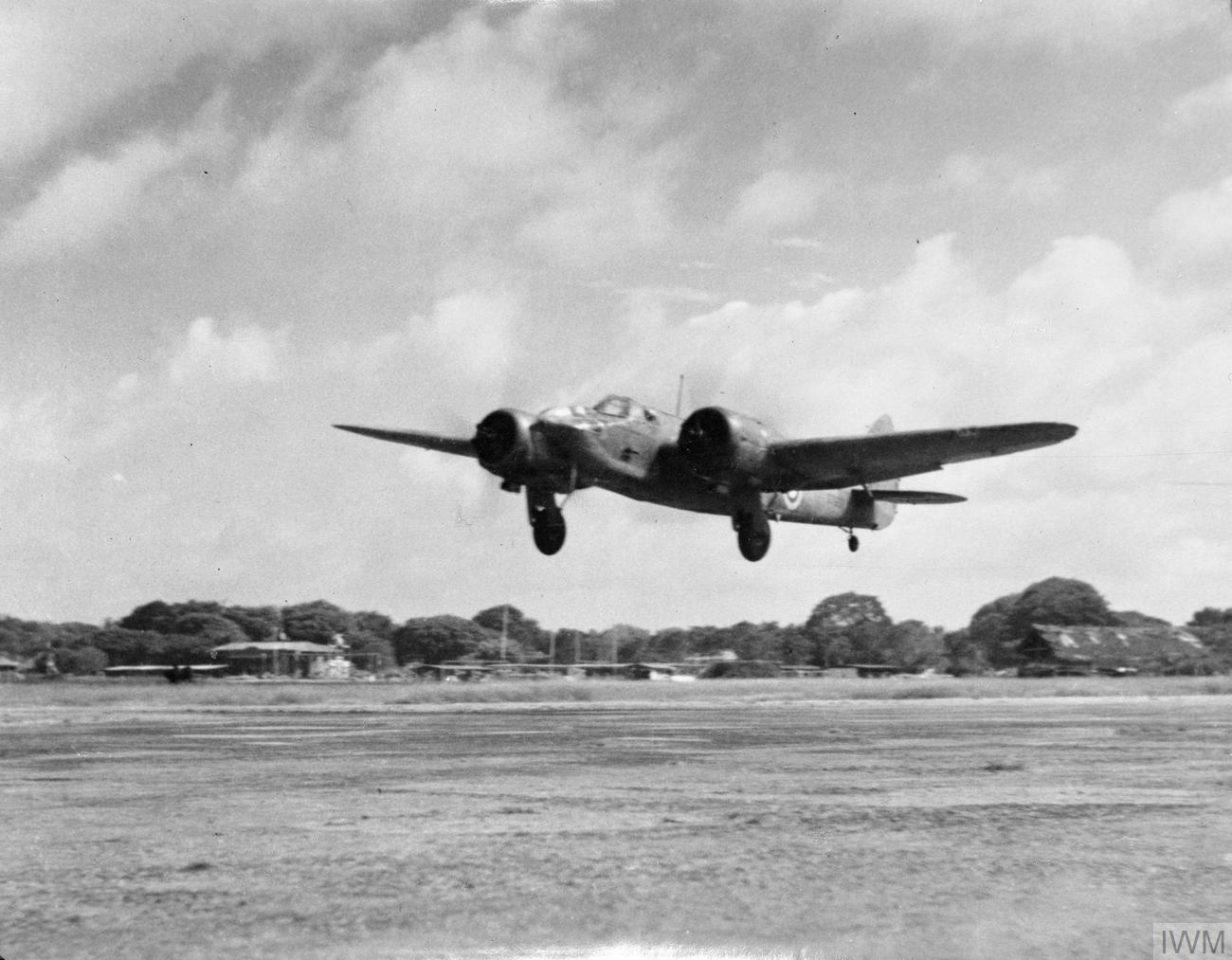
Бомбардировщик королевских ВВС "Бристоль Бленхейм" взлетает с Ипподрома Коломбо на Цейлоне во время Второй мировой войны.

Порты Коломбо и Тринкомали были превращены в военные базы. В марте 1942 года в Коломбо прибыл английский командующий вооружёнными силами Цейлона, Джеффри Лейтон, который стал главой не только военных, но и гражданских административных властей. В Перадении (близ города Канди) разместился штаб командования вооружённых сил союзников в странах Юго-Восточной Азии во главе с лордом Маунтбэттеном.

## Добровольцы из Цейлона
Как и в других британских колониях, воинская повинность на Цейлоне не применялась. Многие добровольцы на протяжении всей войны, присоединились к Силам обороны Цейлона, которые были расширены из резервного подразделения до мобилизованных сил из 10 пехотных батальонов, 3 артиллерийских полков и подразделений поддержки. Впервые цейлонские подразделения были развернуты за пределами Цейлона в формировании до мятежа на Кокосовых островах, после чего развертывание за рубежом цейлонских подразделений было прекращено за некоторыми исключениями.

### Добровольческий резерв Цейлонского флота (CRNVR)
Добровольческий резерв Цейлонского флота был передан Королевскому флоту. Это были корабли HMS Overdale Wyke (первое судно, купленное правительством Цейлона), HMS Okapi, HMS Semla, HMS Sambhur, HMS Hoxa, HMS Balta и HM Tugs Barnet и C 405, а также  несколько моторных рыболовных судов (MFV) и различных вспомогательных судов. Все они были укомплектованы исключительно персоналом CRNVR. Эти корабли предназначались для зачистки и охраны подходов к гаваням, но также часто использовались для длительных миссий за пределами цейлонских вод.

## Рейд в Пасхальное воскресенье
5 апреля 1942 года авиация Японии совершила воздушный налет с авианосцев на Коломбо в Пасхальное воскресенье, через несколько дней Тринкомали также был атакован. Они были предприняты в рамках уничтожения логистики Британских войск.
Хотя военный эффект рейдов был незначительным — он привел к потоплению нескольких кораблей, включая два крейсера и авианосец, моральное влияние на население Цейлона было гораздо большим, поскольку большинство слышало о Нанкинской резне и о жестокости японцев в оккупированных странах. После рейда часть гражданского населения в панике бежало из Цейлона на лодках в Индию.

## Антиколониальные движения и мятежи
В 1942 году на Келанийской сессии ЦНК его лидеры поставили своей целью добиться от английских колониальных властей обещания рассмотреть вопрос о предоставлении Цейлону самоуправления после окончания войны. В соответствии с достигнутыми договорённостями в 1944 году на Цейлоне начала работу Комиссия Соулбери для выработки основ будущего государственного устройства страны. В 1943 году на базе существовавших кружков по изучению марксизма была образована Коммунистическая партия Цейлона.

### Мятеж на Кокосовых островах
В мае 1942 года пятнадцать солдат Сил обороны Цейлона, движимые прояпонскими и антиевропейскими настроениями, подняли мятеж, пытаясь захватить всю орудийную батарею на Кокосовых островах. Мятеж был подавлен, был убит один британский солдат. После войны, восемь мятежников приговорены к каторге, остальные семеро мятежников были приговорены к смертной казни, четыре приговоров были смягчены, трое виновных были повешены.